# Yayladibi, Taşova
Yayladibi là một xã thuộc huyện Taşova, tỉnh Amasya, Thổ Nhĩ Kỳ.